# Henri Langlois
Henri Langlois (Esmirna, 13 de novembro de 1914 — Paris, 13 de janeiro de 1977) foi um  arquivista e historiador francês. Ele foi fundador e diretor da Cinemateca Francesa.

## Biografia
Nascido em Esmirna, Turquia, em 13 de novembro de 1914, filho de um engenheiro francês, Langlois tornou-se um dos primeiros fãs de cinema e, aos 20 anos, fundou um clube de cinema. Em 1936, enquanto ganhava a vida como jornalista, montou uma cinemateca embrionária que cresceu lentamente no início. A ideia era coletar filmes para preservá-los, mas também para torná-los acessíveis aos amantes do cinema.
Além de colecionar filmes, Langlois ajudou a criar o Comitê de Cinema do Conselho Internacional de Museus em 1960, escreveu vários artigos e, foi desde 1968, professor na Universidade Sir George Williams, em Montreal.
Langlois morreu em 13 de janeiro de 1977. Ele está enterrado no cemitério de Montparnasse, em Paris.